# Нортон, Джон
Джон Ке́лли Но́ртон (англ. John Kelley Norton; 1893—1979) — американский легкоатлет. На олимпийских играх 1920 года выиграл серебряную медаль на дистанции 400 метров с барьерами, показав результат 54,6.
26 июня 1920 года установил мировой рекорд на дистанции 440 ярдов с барьерами. На чемпионатах США занимал 2-е место в 1920, 1921 и 1923 годах.